# Petrarca Calcio a Cinque 2020-2021
La voce raccoglie i dati riguardanti il Petrarca Calcio a Cinque, squadra di calcio a 5 militante in serie A, nelle competizioni ufficiali del 2020-2021.

## Trasferimenti

### Sessione estiva
| Daniel Ramos     | CAME Dosson       |
| Andrea Bastini   | Arzignano         |
| Luca Morassi     | Maccan Prata      |
| Enzo Paganini    | Imolese           |
| Victor Mello     | Real San Giuseppe |
| Marco Boaventura | Feldi Eboli       |
| Joselito         | Burela            |
| Rafinha Novaes   | FF Napoli         |
| Parrel           | Mantova           |
| Jader Fornari    | Real Rieti        |

| Sebastiano Berretta  | Bergamo               |
| Diego Moretti        | Montesicuro Tre Colli |
| Giovani Pedotti      | svincolato            |
| Marcus Delpizzo      | Active Network        |
| Jean Schacker        | svincolato            |
| Fabrício Urio        | Atletico Nervesa      |
| Eduardo Costa        | Modena-Cavezzo        |
| Rodrigo Acco         | Leonardo              |
| Jean Carlos Cividini | Polisportiva Futura   |
| Vinicius Sardella    | Tombesi               |
| Daniel Ramos         | Viseu 2001            |

### Sessione invernale
| Fellipe Mello | Carlos Barbosa |

## Prima squadra
| N° | Naz.               | Ruolo | Sportivo         | Anno       |  |  |
| -- | ------------------ | ----- | ---------------- | ---------- |  |  |
| 1  | Italia (bandiera)  | POR   | Andrea Bastini   | 12.09.1988 |  |  |
| 5  | Brasile (bandiera) | LAT   | Fellipe Mello    | 15.08.1987 |  |  |
| 7  | Spagna (bandiera)  | LAT   | Jorge Alba       | 17.11.1992 |  |  |
| 8  | Brasile (bandiera) | DIF   | Enzo Paganini    | 12.06.1989 |  |  |
| 9  | Brasile (bandiera) | PIV   | Jader Fornari    | 31.01.1983 |  |  |
| 10 | Spagna (bandiera)  | LAT   | Joselito         | 17.10.1992 |  |  |
| 11 | Brasile (bandiera) | LAT   | Rafinha Novaes   | 03.06.1988 |  |  |
| 12 | Italia (bandiera)  | LAT   | Andrea Vitale    | 04.08.1996 |  |  |
| 13 | Brasile (bandiera) | LAT   | Parrel           | 03.10.1984 |  |  |
| 14 | Italia (bandiera)  | POR   | Diego Moretti    | 08.09.1982 |  |  |
| 18 | Italia (bandiera)  | DIF   | Victor Mello     | 03.01.1990 |  |  |
| 19 | Italia (bandiera)  | POR   | Luca Morassi     | 07.01.1991 |  |  |
| 29 | Italia (bandiera)  | DIF   | Marco Boaventura | 03.05.1991 |  |  |

## Under-19
| N° | Naz.               | Ruolo | Sportivo           | Anno       |  |  |
| -- | ------------------ | ----- | ------------------ | ---------- |  |  |
| 2  | Italia (bandiera)  | LAT   | Lorenzo Bargellini | 27.10.2003 |  |  |
| 2  | Italia (bandiera)  | LAT   | Alberto Celotto    | 04.10.2004 |  |  |
| 3  | Italia (bandiera)  | LAT   | Umberto De Luca    | 29.04.2005 |  |  |
| 3  | Italia (bandiera)  | LAT   | Alberto Disarò     | 09.03.2001 |  |  |
| 4  | Italia (bandiera)  | LAT   | Francesco De Luca  | 02.10.2003 |  |  |
| 4  | Italia (bandiera)  | PIV   | Giovanni Nicolazzi | 18.01.2003 |  |  |
| 4  | Italia (bandiera)  | LAT   | Pietro Piazza      | 07.02.2001 |  |  |
| 5  | Italia (bandiera)  | LAT   | Pietro Polato      | 22.10.2003 |  |  |
| 6  | Italia (bandiera)  | LAT   | Lorenzo Grossi     | 26.03.2003 |  |  |
| 6  | Italia (bandiera)  | LAT   | Riccardo Superbo   | 08.11.2003 |  |  |
| 15 | Italia (bandiera)  | LAT   | Giorgio Benelle    | --.--.---- |  |  |
| 21 | Brasile (bandiera) | POR   | Vincenzo Alves     | 18.01.2002 |  |  |